# کنیو هوریوچی
کنیو هوریوچی (انگلیسی: Kenyu Horiuchi; ۳۰ ژوئیهٔ ۱۹۵۷ – ) صداپیشه، و بازیگر اهل ژاپن بود.